# Cantone di Neuvy-le-Roi
Il Cantone di Neuvy-le-Roi era una divisione amministrativa dell'arrondissement di Tours.
A seguito della riforma approvata con decreto del 18 febbraio 2014, che ha avuto attuazione dopo le elezioni dipartimentali del 2015, è stato soppresso.

## Composizione
Comprendeva i comuni di:
- Bueil-en-Touraine
- Chemillé-sur-Dême
- Épeigné-sur-Dême
- Louestault
- Marray
- Neuvy-le-Roi
- Saint-Aubin-le-Dépeint
- Saint-Christophe-sur-le-Nais
- Saint-Paterne-Racan
- Villebourg